# Jacques Montet
Pour les articles homonymes, voir Montet.
Jacques Montet, né le 9 mars 1722 à Mandagout et mort le 13 novembre 1782 à Montpellier, est un chimiste français.

## Biographie
Grâce à un Anglais qui l’engagea à l’accompagner dans ses voyages en Suisse, Montet put s’adonner à son goût pour les sciences, surtout pour la chimie, et suivre, à Paris, les leçons de François-Guillaume Rouelle.
Montet se rendit ensuite à Montpellier, s’y fit recevoir pharmacien. Démonstrateur des cours de chimie que faisait Gabriel François Venel, il contribua comme ce professeur, à répandre le goût et la connaissance de cette science. Nommé, adjoint, et, bientôt après, en 1748, à vingt-six ans, associé ordinaire de l’Académie royale des sciences de cette ville, il publia un grand nombre de mémoires dans le recueil de cette société. On en trouve également plusieurs dans celui de l’Académie des sciences de Paris, dont il était membre correspondant. La société royale de Montpellier tenait à l’Académie des sciences de Paris par les liens d’une association intime. D’après les conditions de cette association, l’Académie de Montpellier était tenue de fournir annuellement un mémoire pour le recueil de l’Académie des sciences de Paris. Les écrits de Montet furent longtemps choisis pour acquitter cette contribution. Lui-même attachait une si grande importance à ce que le travail envoyé de Montpellier fût digne du recueil dans lequel il devait prendre place, qu’il fonda un prix destiné à être adjugé chaque année à celui de ses confrères dont le mémoire serait retenu pour cet envoi.
Montet étendit ses recherches sur un grand nombre de sujets différents, mais appartenant à l’histoire naturelle. Ses travaux sur la physique, l’histoire naturelle et l’agriculture de la partie des Cévennes qui s’étend depuis l’Hérault jusqu’à la montagne de l’Espérou ont été publiés dans les Mémoires de l’Académie des sciences de Montpellier. Enfin, il a donné un grand nombre d’articles de chimie aux volumes XV et XVI de l’Encyclopédie de Diderot et D’Alembert dans lesquels il a consigné les résultats de ses expériences.
Il avait épousé, en 1769, la montpellieraine Gilette Carquet ; aucun enfant n'est connu au couple.

## Publications
- L’Art de faire le vert-de-gris, Mémoires de l’Académie des sciences de Paris, 1750-1753-1756 ;
- Sur le sel lixiviel de tamaris, Mémoires de l’Académie des sciences, 1757 ;
- Sur un grand nombre de volcans éteints qu’on a trouvés dans le bas Languedoc, Mémoires de l’Académie des sciences de Paris, 1760 ;
- Description des salins de Peccais, Mémoires de l’Académie des sciences de Paris, 1763 ;
- Sur la manière de conserver en tout temps les cristaux de l’alcali fixe, 1765 ;
- Sur la morsure de la vipère, 1773, etc.